# Цани Калянджиев
Цани Стоянов Калянджѝев е български химик и стоковед, основоположник на стокознанието в България, професор по стокознание. Основател и пръв ректор на Икономическия университет във Варна.

## Семейство
Роден е на 15 октомври 1866 г. в Лясковец. Негов родственик е Павел Калянджи. Внук е на Стоян (Цани) Калянджи, подпомагал руските войски в Руско-турската война от 1828-1829 г., почетен гражданин на Кишинев.

## Образование и професионална дейност
През 1885 г. завършва мъжката гимназия във Варна. В периода 1885-1889 г. получава руска стипендия и продължава образованието си в Императорското техническо училище в Москва, където учи техническа химия. Става секретар и библиотекар на нелегална студентска библиотека на народниците. Дейността му е разкрита и напуска Руската империя. След завръщането си в България през септември 1889 г., се установява в Бургас, където преподава химия. Уволнен е през 1891 г. Заминава за Швейцария, където завършва химия в Цюрих. След това работи като химик във фабрики за бои и химикали в Ню Йорк и Филаделфия. Отново се завръща в България през 1896 г. Преподава химия в Търговското училище в Свищов. От 1899 до 1904 г. работи като химик в лабораторията по хранителни продукти и питиета към Дирекция на народното здраве. Варненската търговско-индустриална камара го кани през 1904 г. да организира средно търговско училище, към което създава първото българско вечерно търговско училище. На 4 октомври 1921 г. се открива Висшето търговско училище във Варна. Ректор е до пенсионирането си през 1933 г. От 1921 г. е професор по стокознание. Преди смъртта си завещава сума за научноизследователски институт за стопански проучвания. Умира на 28 март 1944 г. 

## Обществена дейност
Член е на Българския учителски съюз, на Икономическото дружество, на Химическото дружество. Председател е на Читалищното дружество във Варна.

## Публикации
Цани Калянджиев е автор на повече от 100 научни труда по проблеми на общото и професионалното образование, по въпроси на индустрията и търговията, засяга общоинкономически въпроси, както и публикации свързани със стокознанието.